# Кларіон (острів)
Кларіон, Кларьон (ісп. Isla Clarión, раніше також Isla Santa Rosa) — острів у східній частині Тихого океану. Це також другий за розміром і найзахідніший з островів Ревільяхіхедо, що належать Мексиці. Він розташований за 314 км від Сокорро, найбільшого острова цього архіпелагу. Політично острів є частиною мексиканського штату Коліма, від узбережжя якого він віддалений на добрі 1000 кілометрів.
Острів 8,5 км, 3,7 км завширшки і має площу 19,7 км². Найвища висота на острові - 335 метрів Монте-Гальєгос. За винятком невеликої військово-морської станції з командою з дев'яти осіб, острів безлюдний. Як і всі острови Ревільяхіхедо, Кларіон має вулканічне походження.

## Історія
Про відкриття острова Кларіон є різні свідчення. Є дані про відкриття іспанським першовідкривачем Руї Лопесом Вільялобосом у кінці 1542 року, інші свідчення про голландського мореплавця Йоріса ван Спільберґена, або ж Хосе Камачо у 1779 році на кораблі Санта Роза. Інший ранній контакт датується 21 серпня 1721 - про англійського капітана Джорджа Шелвока, який по дорозі з Каліфорнії відвідав острів. Назву острова пов'язують з назвою американського брига Clarion (капітан Генрі Ґізелар), який перебував тут у торговельному плаванні Тихим океаном.

## Флора і фауна
Кларіон є частиною створеного 4 червня 1994 року біосферного заповідника Reserva de la Biosfera «Archipiélago de Revillagigedo» . На острові поширені 20 ендемічних видів рослин, один ендемічний птах, волоочко кларіонське (Troglodytes tanneri), і три ендемічні підвиди: ревільяхіхедський сич американський ( Athene cunicularia rostrata), кларіонський крук ( Corvus corax clarionensis ) і кларіонська зенаїда північна ( Zenaida macroura clarionensis).